# Luigi Saidelli
Luigi Marino Oscarre Saidelli (Trieste, Italia; 12 de enero de 1939 - Génova, Italia; 4 de noviembre de 2023) fue un deportista italiano que compitió en vela en la clase Star. Ganó una medalla de oro en el Campeonato Europeo de Star de 1963.

## Palmarés internacional
| Campeonato Europeo | Campeonato Europeo         | Campeonato Europeo | Campeonato Europeo |
| Año                | Lugar                      | Medalla            | Clase              |
| ------------------ | -------------------------- | ------------------ | ------------------ |
| 1963               | Marina di Carrara (Italia) | Medalla de oro     | Star               |